# Красимир Катев
Красимир Катев е български финансист, бизнесмен и бивш първи заместник-министър на финансите на Република България от 2001 до 2004 година в правителството на Симеон Сакскобургготски. Красимир Катев е женен, с две деца.

## Образование и бизнес кариера
Роден е на 11 октомври 1968 година във Варна. През 1987 завършва с отличие и златен медал за академични и цялостни постижения в Първа английска езикова гимназия, Варна. През 1993 година получава бакалавърска степен с отличие в Будапещенски университет по технологии и икономика в Будапеща, Унгария, след което завършва през 1994 година Държавния университет в Ню Йорк, Съединени американски щати със специалност счетоводство и финанси. През 1998 получава магистърска степен по финанси в Лондонското училище за бизнес и финанси в Лондон, Великобритания. Има и следдипломни специализации в Харвард Бизнес Скул, през 2008 и 2021 година. 
През 1994 година започва като дилър в „Париба Капитъл Маркетс“ в Ню Йорк. От 1995 до 1997 година работи в „Париба Капитъл Маркетс“ в Лондон, като ръководител търговия на източноевропейските дългови пазари, след което се премества в „Daiwa Europe Limited“, Лондон, Великобритания, където оглавява отдела за търговия с дълг и валути на развиващите се държави до края на 1999. В периода март 2000 – август 2001, е вице-президент в „AIG International Trading“, Лондон, Великобритания. Владее  английски,  руски, унгарски, български и  немски език.

## Политическа кариера
От август 2001 до 2004 година е първи заместник-министър на финансите в правителството на Симеон Сакскобургготски, с ресор държавно съкровище, а както и алтернативен гуверньор за България на Международен валутен фонд 2002 – 2004 година на Черноморската Банка за Търговия и Развитие в Солун, Гърция, член на Изпълнителния и административен съвет на Банката за развитие към Съвета на Европа, Париж, Франция (2002 – 2006). Също така е заместник председател на надзорния съвет на Биохим банк през 2001 – 2002 година, и член на борда на Сибанк, България през 2006 – 2007 година.
Почетен председател на Българска дилърска асоциация  в София
2003 година.